# Phébé fille de Tyndare
Pour les articles homonymes, voir Phœbé.
Dans la mythologie grecque, Phébé, ou Phœbé, est la fille de Léda et de Tyndare (roi légendaire de Sparte). 
Elle est aussi la sœur de Castor et Pollux, Hélène et Clytemnestre.